# Folles
Folles település Franciaországban, Haute-Vienne megyében. Lakosainak száma 443 fő (2022. január 1.). Folles Fromental, Bersac-sur-Rivalier, Bessines-sur-Gartempe, Laurière és Fursac községekkel határos.

## Népesség
A település népességének változása:
| Lakosok száma | 497  | 509  | 508  | 486  | 475  | 466  | 456  | 447  | 443  |
|               | 2013 | 2015 | 2016 | 2017 | 2018 | 2019 | 2020 | 2021 | 2022 |